# کارن پیج
کارن پیج (به انگلیسی: Karen Page) یک شخصیت خیالی در کتاب‌های کمیک آمریکایی منتشرشده توسط مارول کامیکس است که توسط استن لی و بیل اورت خلق شد. او نخستین بار در دردویل شمارهٔ ۱ (آوریل ۱۹۶۴) ظاهر شد و به‌عنوان مدیر دفتر نلسون و مرداک و علاقهٔ عاشقانهٔ اولیهٔ مت مورداک معرفی گردید. کارن در خط داستانی «نگهبانِ شیطان» کشته می‌شود؛ بولزآی او را در کلیسای خواهر مگی می‌کشد.

## تاریخچه انتشار
کارن پیج نخستین بار در دردویل شمارهٔ ۱ (آوریل ۱۹۶۴) معرفی شد. او در طول دهه‌ها در داستان‌های مختلف ظاهر شد و نقش کلیدی در روابط مت مورداک (دردویل) داشت.

## درون داستان
کارن پیج ابتدا منشی دفتر حقوقی نلسون و مرداک بود و رابطه عاشقانه‌ای با مت مورداک داشت. او مدتی در صنعت سینما و پورنوگرافی گرفتار شد و برای به دست آوردن مواد مخدر، هویت واقعی دردویل را افشا کرد. این خط داستانی در دردویل: تولد دوباره توسط فرانک میلر بازنویسی شد. در نهایت، رابطهٔ آن‌ها ترمیم شد اما کارن در شمارهٔ ۵ کمیک دردویل (۱۹۹۹) توسط بولزآی کشته شد.

## توانایی‌ها و ویژگی‌ها
کارن پیج انسان معمولی است و قدرت فراطبیعی ندارد، اما به دلیل شجاعت، هوش و توانایی‌های ارتباطی، نقش مهمی در موفقیت دردویل و متحدانش ایفا می‌کند. او اطلاعات مهم را جمع‌آوری و تحلیل کرده و در مواقع بحرانی تصمیمات کلیدی می‌گیرد.

## دیگر رسانه‌ها

### سینما
الن پومپئو نقش کوتاهی از کارن پیج را در فیلم دردویل (۲۰۰۳) بازی کرد.

### تلویزیون
دبورا آن ول نقش کارن پیج را در سریال‌های دنیای سینمایی مارول ایفا کرده‌است:  
- دردویل (۲۰۱۵–۲۰۱۸)
- مدافعان (۲۰۱۷)
- پانیشر (۲۰۱۷–۲۰۱۹)
- دردویل: تولد دوباره (۲۰۲۵–اکنون)[۶]

در اقتباس‌های دنیای مارول، او ابتدا دوست و محرم راز مت مورداک است و بعدها با پانیشر پیوند عاطفی پیدا می‌کند.

## تأثیر فرهنگی و بازخوردها
کارن پیج به عنوان یکی از شخصیت‌های کلیدی داستان‌های دردویل، تأثیر زیادی بر روایت زنان در کمیک‌های مارول داشته‌است. حضور او در فیلم و سریال‌ها باعث محبوبیت بیشتر شخصیت‌های فرعی داستان‌های مارول شد. خط داستانی او در تولد دوباره یکی از نمادین‌ترین روایت‌های دوران مدرن دردویل است و همواره مورد ستایش منتقدان قرار گرفته‌است.